# Silaum
Silaum là chi thực vật có hoa trong họ Apiaceae.